# Сосьно
Сосьно (пол. Sośno, нім. Soßnow, 1942-45 Sassenau) — село в Польщі, у гміні Сошно Семполенського повіту Куявсько-Поморського воєводства.
Населення — 1051 особа (2011).
У 1975-1998 роках село належало до Бидгощського воєводства.

## Демографія
Демографічна структура станом на 31 березня 2011 року:
|          | Загалом | Допрацездатний вік | Працездатний вік | Постпрацездатний вік |
| -------- | ------- | ------------------ | ---------------- | -------------------- |
| Чоловіки | 528     | 125                | 361              | 42                   |
| Жінки    | 523     | 132                | 294              | 97                   |
| Разом    | 1051    | 257                | 655              | 139                  |